# Los días felices (Beckett)
Los días felices (Happy Days, en inglés) es una obra de teatro en dos actos, escrita en inglés por el dramaturgo y narrador irlandés Samuel Beckett. Empezó a escribirla el 8 de octubre de 1960 y fue terminada el 14 de mayo de 1961. Beckett terminó la traducción de la misma al francés hacia noviembre de 1962, con una pequeña variación en el título. «En un momento de inspiración tomó el título Oh les beaux jours del poema de Verlaine Colloque sentimental». La obra fue publicada por Grove Press en 1961, y en 1962 por Faber and Faber.
El actor Cyril Cusack afirmó que la escritura de Happy Days, según el propio Beckett reconocería, fue sugerida por su mujer, Maureen Cusack, quien pidió al dramaturgo que escribiera una obra «alegre» después de La última cinta.

## Acogida
La primera representación se produjo en el Cherry Lane Theatre, de Nueva York, el 17 de septiembre de 1961, dirigida por Alan Schneider, con Ruth White en el papel de Winnie (por el cual obtuvo un premio Obie), y John C. Becher como Willie. El estreno en Londres se produjo en el Royal Court Theatre, el 1 de noviembre de 1962. Fue dirigido por George Devine y Tony Richardson. Brenda Bruce hizo el papel de Winnie y Peter Duguid el de Willie. 
Al estrenarse en Londres Los días felices, hubo discrepancias acerca del texto y la producción. Incluso Kenneth Tynan, uno de los valedores que había tenido Esperando a Godot, afirmó que Los días felices era «una metáfora extendida más allá de sus posibilidades»; sin embargo, admitió el gran poder de sugestión del autor, animando a sus lectores a que acudieran a la representación. El crítico de The Times, por su parte, no pudo comprender el porqué de que la actriz Brenda Bruce dijera su papel con acento escocés.
En esta etapa de su carrera, Beckett era ya muy consciente de la importancia de revisar su trabajo a partir de la visualización de las representaciones. A tal fin, se dirigió a Grove Press en mayo de 1961, pidiéndoles que el texto no apareciera hasta que él no hubiese tenido oportunidad de asistir a los ensayos en Londres, pues hasta ese momento no podía ser considerado definitivo.

## Contenido
En esta obra clásica del teatro del absurdo, la protagonista, Winnie, es una señora de mediana edad que aparece en escena semienterrada en un montículo calcinado, bajo una luz cegadora. Pese a ello, a través de un ritual de gestos cotidianos, encuentra siempre motivos, por insignificantes que sean, para considerar sus «días felices». Según Mª Antonia Rodríguez-Gago, traductora al castellano de la obra, su tema central es el deterioro físico y mental. El rebuscado lenguaje de la protagonista, por ejemplo, refleja especialmente su pérdida de memoria. Otra característica llamativa, única en el teatro de Beckett, es que el personaje recurre constantemente a las citas literarias, las cuales aparecen distorsionadas, al presentarse en fragmentos mal recordados. El otro personaje de la obra, su esposo Willie, vive obsesionado por el sexo y una postal pornográfica que guarda. Hallándose totalmente separado de su esposa, detrás de su montículo, refleja la ironía situacional de la pieza, pues su deterioro añadido pone de manifiesto la futilidad de los apetitos físicos a los que se aferra.
La obra fue traducida y estrenada por primera vez en España en 1963.
Rodríguez-Gago recuerda las palabras del crítico teatral Eduardo Haro Tecglen, quien, con motivo de un reestreno de la obra, afirmó en el diario El País (10/10/1984): «Hace un cuarto de siglo esta obra de Beckett era una tragedia metafísica aterradora... Escuchando ahora el gran texto se encuentran bastantes vestigios de optimismo: una capacidad de resignación; la magnífica condición plástica del ser humano para adaptarse; el amor y la compañía de los dos seres residuales, Winnie, la enterrada; Willie, el reptante».
El biógrafo de Beckett, Klaus Binkenhauer, destaca la gran preocupación de este autor en sus últimas obras, incluida Los días felices, por el detalle en las acotaciones escénicas: «Es posible que los fracasos atribuibles al trabajo rutinario de la gente de teatro expliquen el hecho de que Beckett, en sus últimas obras, haya ido detallando cada vez más las acotaciones escénicas hasta llegar a dar datos en segundos y centímetros. La idea que Beckett se hace del movimiento escénico es tan exacta y acertada que los directores de escena y los actores pueden seguir las acotaciones con toda confianza». Este escrúpulo en el detalle escénico chocaría significativamente con el aparente sinsentido argumental de obras rayanas con el teatro del absurdo.
Mario Vargas Llosa, por su parte, tras comentar detenidamente la obra y su papel en el contexto de lo publicado hasta entonces por Beckett, concluye con que en Ah, los buenos tiempos (otra traducción del título) la emotividad y la tensión de la obra no derivan de la acción, que es nula, ni siquiera del contenido del monólogo de Winnie, sino más bien de factores puramente formales: la graduación de los silencios, la dosificación de las alusiones cargadas de sentido humorístico, tierno, nostálgico, y en una gran parte de la interpretación misma. Proferido a veces con entusiasmo, otras apenas susurrado, ensordecedor, inaudible, rápido, lentísimo, el monólogo de Winnie acaba por capturar al espectador y sumirlo en un vértigo. La emoción real que se siente a medida que la obra «transcurre» es semejante a la que brota al contacto de ciertos poemas herméticos, en los que el elemento racional es secundario o inexistente y que, sin embargo, comunican al lector sensaciones muy precisas por medio de combinaciones de ritmos e imágenes. Este drama de Beckett, como los anteriores, ha sido juzgado por la crítica como una obra simbólica. Se ha dicho que es una alegoría metafísica, una parábola que expresa la tragedia del hombre que ha perdido a Dios y se destruye a sí mismo sin darse cuenta. Para otros, es un testimonio sobre la miserable condición humana cuyo fin es la muerte. Alguien ha atribuido un mensaje realista a la pieza: el páramo ardiente en el que Winnie va desapareciendo anticiparía una humanidad arrasada por la guerra nuclear. Los símbolos son como frascos vacíos que cada cual llena con el líquido que prefiere. ¿Para qué empeñarse en ir más lejos que el propio autor? Una vez que le preguntaron «¿Quién es Godot?», Beckett repuso: «Si lo supiera, lo habría dicho en la obra».